# 沙钵罗泥熟俟斤
沙钵罗泥熟俟斤，薛延陀汗国贵族，真珠毗伽可汗夷男的叔父。
唐太宗贞观十六年（642年）九月，沙钵罗泥熟俟斤受夷男的指派，赴唐求娶公主和亲，向唐朝献马三千匹。唐太宗为求换回契苾何力，称和亲可保边境三十年安宁，许以新兴公主和亲夷男。契苾何力回归后，建议唐太宗不要和亲。于是唐太宗要求杂畜十万作为聘礼。由于运送聘礼中途遇到暴风雪，牲畜冻毙走失过半。唐太宗就取消和亲。沙钵罗泥熟俟斤其后事迹不详。